# Ruellia latibracteata
Ruellia latibracteata är en akantusväxtart som beskrevs av D.N. Gibson. Ruellia latibracteata ingår i släktet Ruellia och familjen akantusväxter. Inga underarter finns listade i Catalogue of Life.